# Tennistoernooi van Londen 1969
Het tennistoernooi van Londen van 1969 werd van maandag 16 tot en met zaterdag 21 juni 1969 gespeeld op de grasbanen van het Queen's Club. De officiële naam van het toernooi was Queen's Club Championships.
Het vrouwentoernooi werd gewonnen door de Britse Ann Haydon-Jones.
Bij de mannen won de Australiër Fred Stolle het toernooi.
Het toernooi bestond uit twee delen:
- ATP-toernooi van Londen 1969, het toernooi voor de mannen (16 – 21 juni)
- WTA-toernooi van Londen 1969, het toernooi voor de vrouwen (16 – 21 juni)

ATP-toernooi van Londen‎ – WTA-toernooi van Londen

1968 · 1969 · 1970 · 1971 · 1972 · 1973 · geen toernooi 1974–1976 · ATP-toernooi 1977–2024 · 2025